# Фоменок Станіслав Федорович
Станісла́в Фе́дорович Фоменок (* 18 квітня 1941, Нікополь) — український живописець, 1976 — член НСХУ, 1985 — заслужений художник УРСР.

## Життєпис
У 1958—1966 роках навчався в: Дніпропетровському художньому училищі — педагоги К. Беркута та Г. Чернявський, Київському художньому училищі, в 1966—1972 — у художній академії Києва.
З 1972 по 1996 рік брав участь у багатьох виставках на теренах колишнього СРСР, в 1981, 1984 та 1986 відбувалися його персональні виставки.
1996 року переїхав на проживання в Німеччину, з 1997 — член Союзу професійних художників Німеччини.
Його твори:
- «Автопортрет» — 1988,
- «Біля моря»,
- «В Карпатах»,
- «Земля»,
- «Зустріч у Криворівні» — 1972.
- «Мирна весна» — 1984,
- «Останній сніг» — 1984,
- «Чергування» — 1973.